# Tomtit
Tomtit (Petroica macrocephala) là một loài chim trong họ Petroicidae.

## Hình ảnh

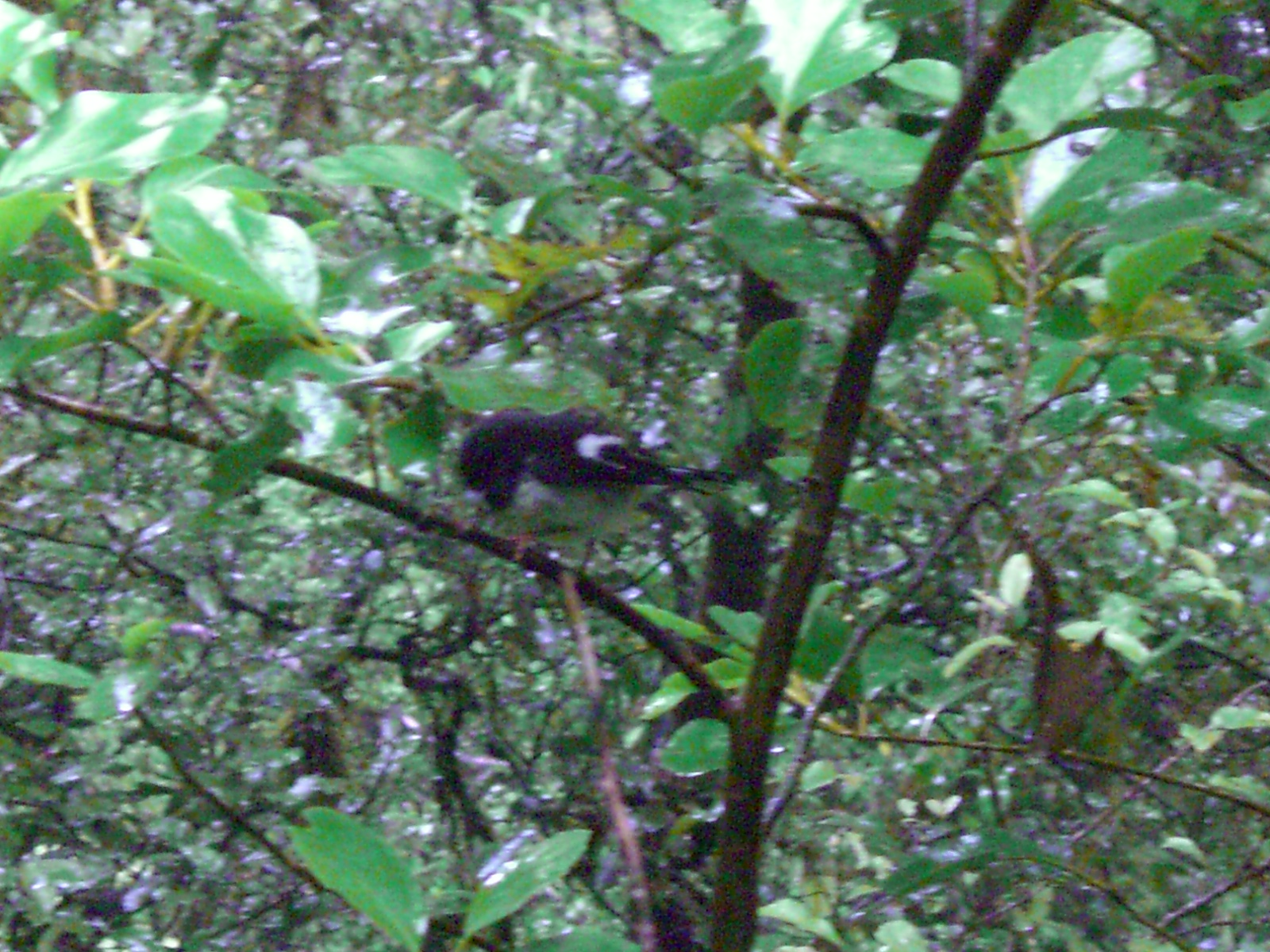
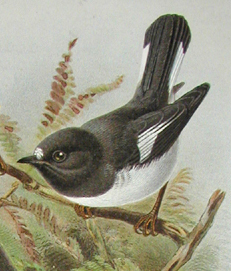
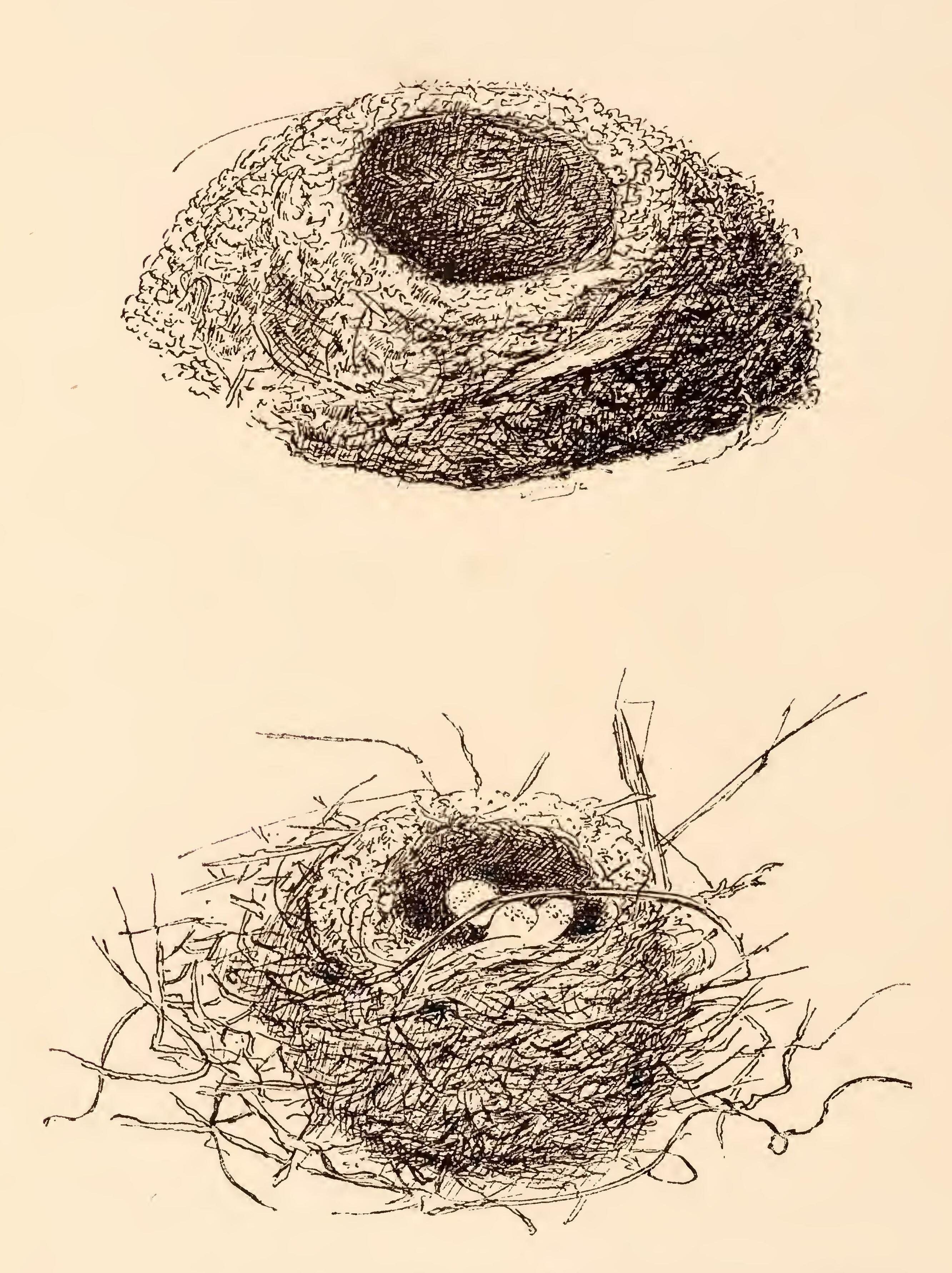
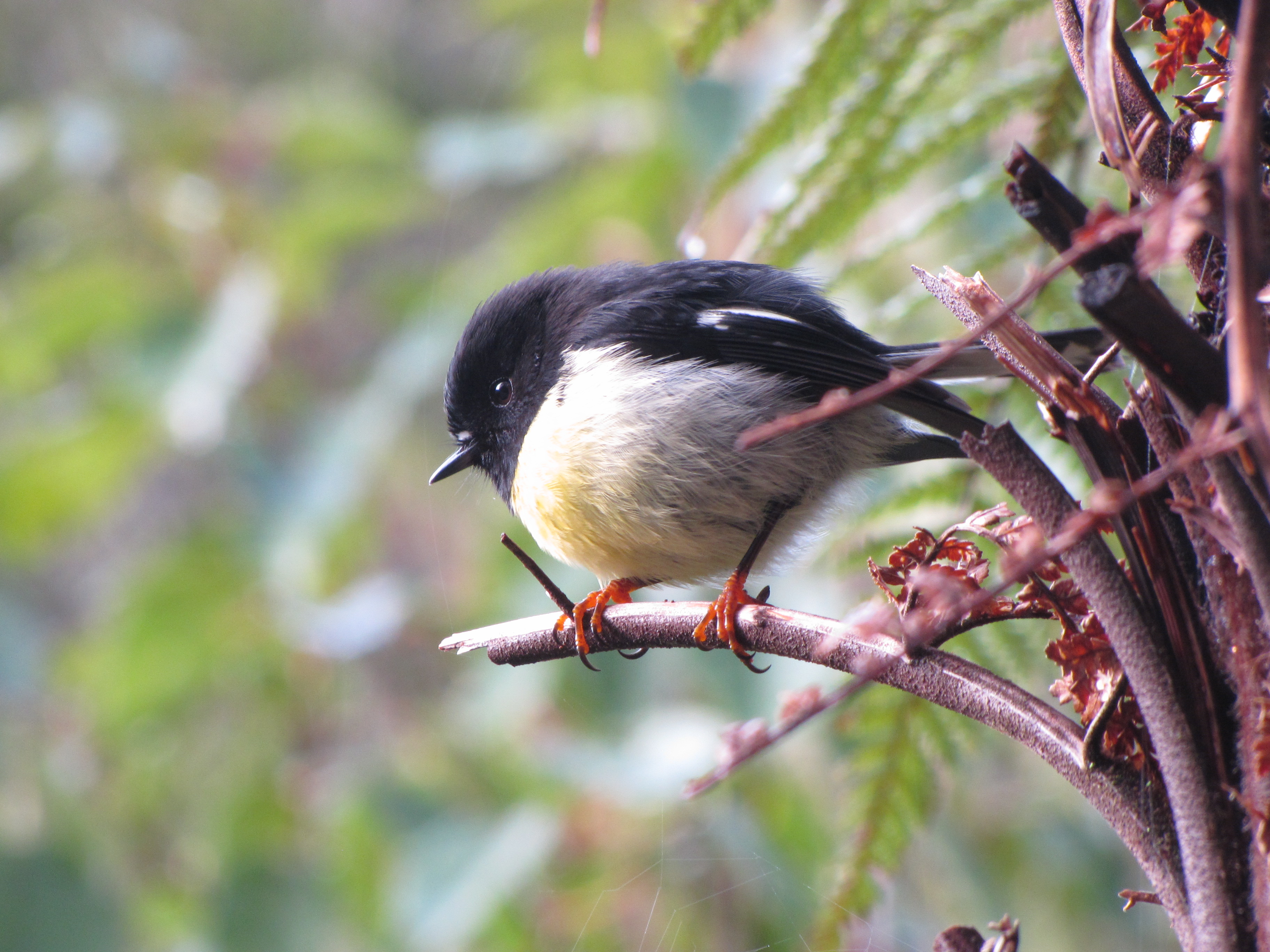
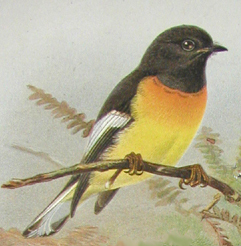